# فرنسيس داي
فرنسيس داي (بالإنجليزية: Francis Day)‏ (و. 1829 – 1889 م) هو عالم نبات، وعالم أسماك، من المملكة المتحدة، توفي عن عمر يناهز 60 عاماً، بسبب سرطان المعدة.

## التعليم
تعلم في مدرسة شروزبري ‏.

## جوائز
حصل على جوائز منها:
- Companion of the Order of the Indian Empire ‏.